# Crkva sv. Vida u Komoru Začretskom
Crkva sv. Vida je rimokatolička crkva u mjestu Komor Začretski, općina sv. Križ Začretje, zaštićeno kulturno dobro.

## Opis dobra
Jednobrodna, pravilno orijentirana crkva podignuta je na mjestu starije drvene kapele koja se spominje već u 14. st., a oko 1630. g. ovdje već stoji novopodignuta zidana kapela. Mnogobrojne pregradnje rezultirale su današnjim tlocrtom u obliku sličnom latinskom križu. Iz zone pjevališta preko jednotravejnog broda ulazi se u uže svetište okruženo radijalno postavljenim dvjema kapelama i sakristijom iza svetišta. Glavno je pročelje jednostavno, zabatno zaključeno i rastvoreno ulaznim portalom segmentnog zaključka. Zvonik kvadratnog tlocrta smješten je na sjevernoj strani. U crkvi se nalazi barokni inventar 18. st, obnovljen i djelomično izmijenjen u 19. st.

## Zaštita
Pod oznakom Z-2098 zavedena je kao nepokretno kulturno dobro - pojedinačno, pravnog statusa zaštićena kulturnog dobra, klasificirano kao "sakralna graditeljska baština".